# Primera División de España 1999-2000
La temporada 1999-2000 de la Primera División de España de fútbol corresponde a la 69.ª edición del campeonato. Comenzó el 21 de agosto de 1999 y terminó el 20 de mayo de 2000. Fue la primera temporada con tres puestos de descenso directo a Segunda División.
El Real Club Deportivo de La Coruña se proclamó campeón por primera vez en su historia, convirtiéndose en el noveno club en conquistar un título liguero.

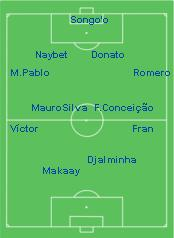
Formación habitual del Deportivo campeón de Liga.

## Equipos participantes
Veinte equipos tomaron parte este año. El Club Deportivo Numancia jugó por primera vez en su historia en la máxima categoría.
Esta temporada el RCD Mallorca estrenó el Estadio de Son Moix. También el Nuevo Estadio Los Pajaritos, de Soria, se estrenó como campo de Primera.

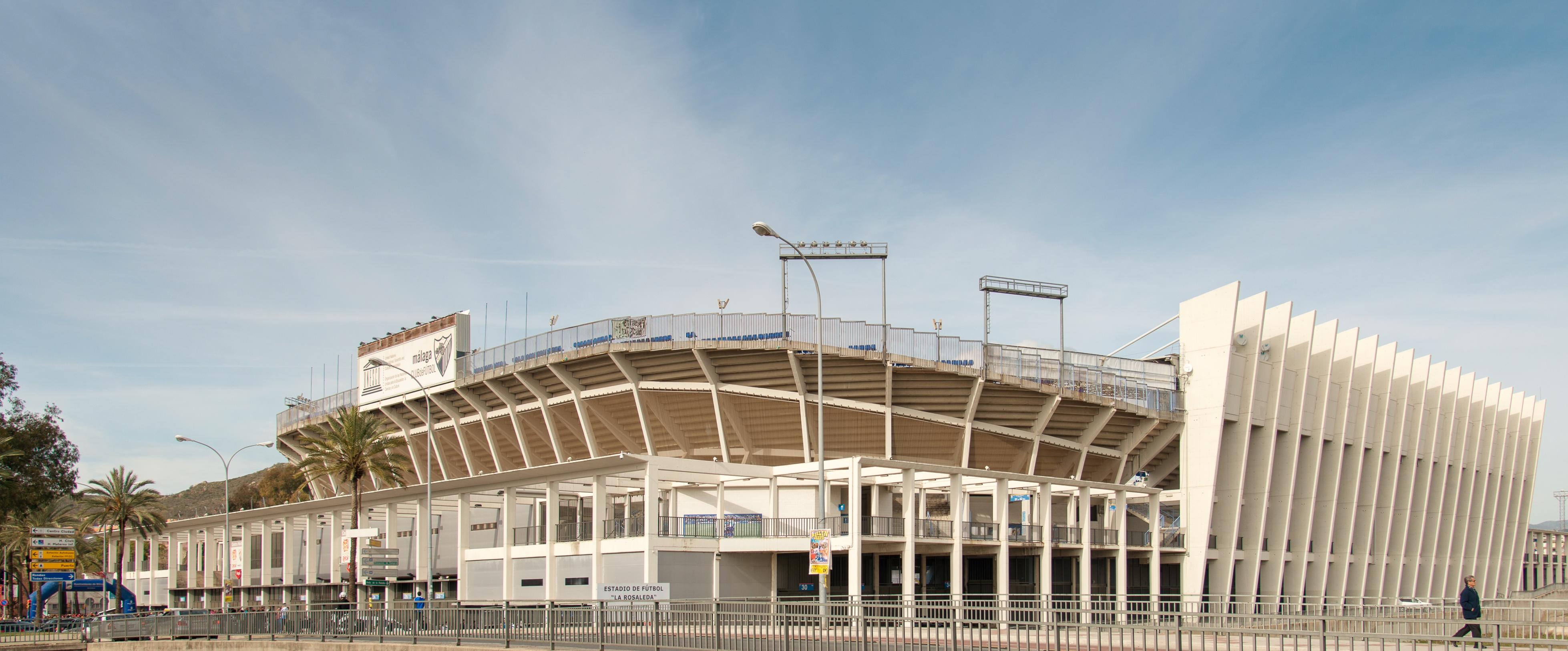
La Rosaleda vuelve a ser campo de Primera

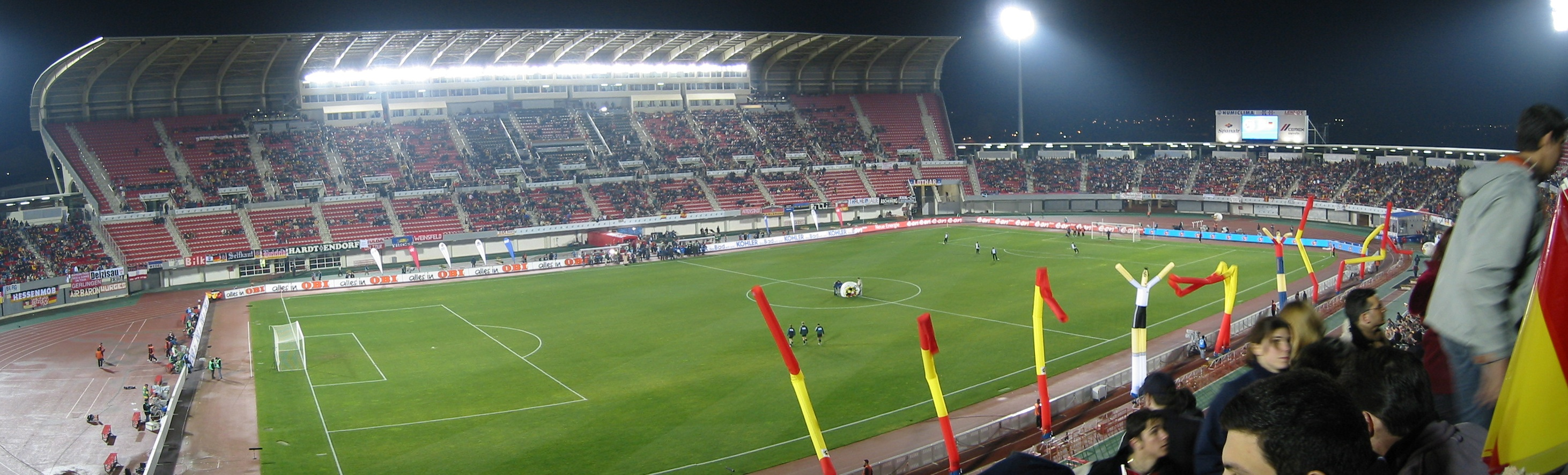
Son Moix, nueva sede del RCD Mallorca.

| Equipo                 | Ciudad            | Entrenador          | Estadio               | Aforo | Marca         | Patrocinador |
| ---------------------- | ----------------- | ------------------- | --------------------- | ----- | ------------- | ------------ |
| Alavés                 | Vitoria           | Mané Esnal          | Mendizorroza          |       | Luanvi        | Guascor      |
| Athletic               | Bilbao            | Luis Fernández      | San Mamés             |       | Adidas        |              |
| Atlético de Madrid     | Madrid            | Fernando Zambrano   | Vicente Calderón      |       | Reebok        |              |
| Barcelona              | Barcelona         | Louis van Gaal      | Camp Nou              |       | Nike          |              |
| Betis                  | Sevilla           | Faruk Hadzibegic    | Benito Villamarín     |       | Kappa         |              |
| Celta de Vigo          | Vigo              | Víctor Fernández    | Estadio Balaídos      |       | Umbro         | Citroën      |
| Deportivo de La Coruña | La Coruña         | Javier Irureta      | Riazor                |       | Adidas        | Feiraco      |
| Espanyol               | Barcelona         | Paco Flores         | Olímpico de Montjuïc  |       | Jonh Smith    |              |
| Málaga                 | Málaga            | Joaquín Peiró       | La Rosaleda           |       | Kelme         | Unicaja      |
| Mallorca               | Palma de Mallorca | Fernando Vázquez    | Son Moix              |       | Kelme         | Spanair      |
| Numancia               | Soria             | Andoni Goikoetxea   | Nuevo Los Pajaritos   |       | Joma          | Caja Duero   |
| Oviedo                 | Oviedo            | Luis Aragonés       | Carlos Tartiere       |       | Erima         | Asturias     |
| Racing S.              | Santander         | Gustavo Benítez     | El Sardinero          |       | Austral Sport | Cantabria    |
| Rayo Vallecano         | Madrid            | Juande Ramos        | Vallecas              |       | Joma          | Rumasa       |
| Real Madrid            | Madrid            | Vicente del Bosque  | Santiago Bernabeu     |       | Adidas        | Teka         |
| Real Sociedad          | San Sebastián     | Javier Clemente     | Anoeta                |       | Astore        | Krafft       |
| Sevilla                | Sevilla           | Juan Carlos Álvarez | Ramón Sánchez Pizjuán |       | Umbro         | SuperCable   |
| Valencia               | Valencia          | Héctor Cuper        | Mestalla              |       | Luanvi        | Terra Mítica |
| Valladolid             | Valladolid        | Gregorio Manzano    | José Zorrilla         |       | Kelme         | Caja España  |
| Zaragoza               | Zaragoza          | Txetxu Rojo         | La Romareda           |       | Luanvi        | Pikolin      |

### Cambios de entrenadores
| Equipo             | Entrenador (jornadas)                                               |
| ------------------ | ------------------------------------------------------------------- |
| Mallorca           | Mario Gómez (1-2) Fernando Vázquez (3-38)                           |
| Real Sociedad      | Bernd Krauss (1-9) Javier Clemente (10-38)                          |
| Real Madrid        | John Toshack (1-11) Vicente del Bosque (12-38)                      |
| Espanyol           | Miguel Ángel Brindisi (1-20) Paco Flores (21-38)                    |
| Real Betis         | Carlos Griguol (1-22) Guus Hiddink (23-35) Faruk Hadzibegic (36-38) |
| Atlético de Madrid | Claudio Ranieri (1-26) Radomir Antić (27-37) Fernando Zambrano (38) |
| Sevilla            | Marcos Alonso (1-27) Juan Carlos Álvarez (28-38)                    |

## Sistema de competición

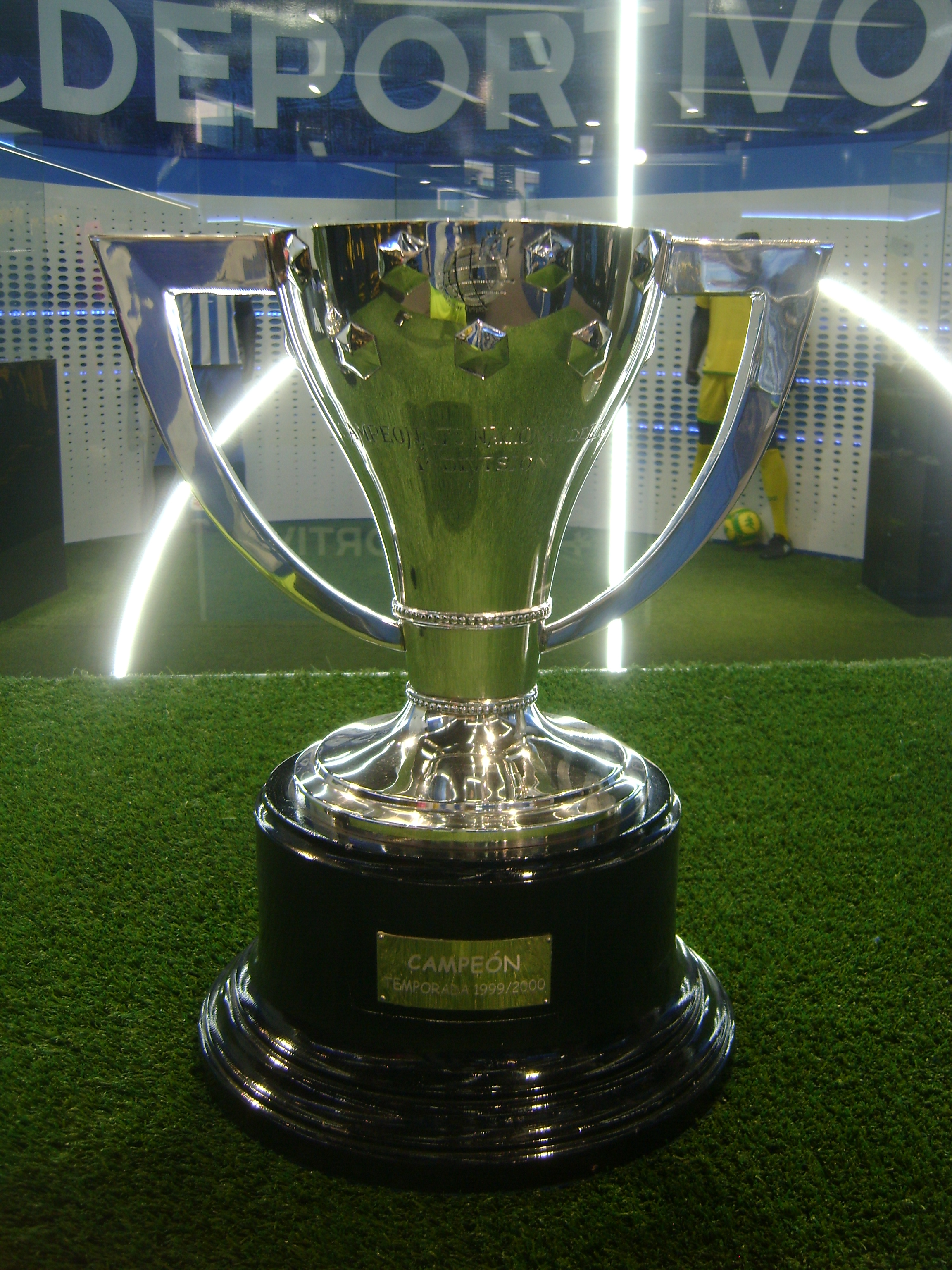
Trofeo de La Liga 99/00 ganado por el Deportivo de La Coruña.

La Primera División de España 1999-00 fue organizada por la Liga Nacional de Fútbol Profesional (LFP), aunque la Real Federación Española de Fútbol fue la responsable de la justicia deportiva y de designar a los árbitros de cada encuentro.
Como en temporadas precedentes, constaba de un grupo único integrado por veinte clubes de toda la geografía española. Siguiendo un sistema de liga, los veinte equipos se enfrentaron todos contra todos en dos ocasiones -una en campo propio y otra en campo contrario- sumando un total de 38 jornadas. El orden de los encuentros se decidió por sorteo antes de empezar la competición.
La clasificación final se estableció con arreglo a los puntos obtenidos en cada enfrentamiento, a razón de tres por partido ganado, uno por empatado y ninguno en caso de derrota. Los mecanismos para desempatar la clasificación, si al finalizar el campeonato dos equipos igualaban a puntos, fueron los siguientes:
1. El que tuviera una mayor diferencia entre goles a favor y en contra en los enfrentamientos entre ambos.
2. Si persiste el empate, el que tuviera la mayor la diferencia de goles a favor y en contra en todos los encuentros del campeonato.

En caso de empate a puntos entre tres o más clubes, los sucesivos mecanismos de desempate previstos por el reglamento fueron los siguientes: 
1. La mejor puntuación de la que a cada uno corresponda a tenor de los resultados de los partidos jugados entre sí por los clubes implicados.
2. La mayor diferencia de goles a favor y en contra, considerando únicamente los partidos jugados entre sí por los clubes implicados.
3. La mayor diferencia de goles a favor y en contra teniendo en cuenta todos los encuentros del campeonato.
4. El mayor número de goles a favor teniendo en cuenta todos los encuentros del campeonato.

### Efectos de la clasificación
Al término del campeonato el equipo que acumuló más puntos, se proclamó campeón de la liga española y se clasificó para la fase de grupos de la próxima Liga de Campeones de la UEFA, junto con el segundo clasificado. El tercero y el cuarto (Real Zaragoza) también obtuvieron la clasificación para dicha competición, aunque disputando las eliminatorias preliminares. Aunque en este caso por conseguir el Real Madrid ganar la Liga de Campeones, el cuarto clasificado, el Real Zaragoza, no disputó la Liga de Campeones, ya que su plaza la ocupó el Real Madrid.
El quinto y el sexto clasificado obtuvieron una plaza para la Copa de la UEFA de la temporada siguiente, junto con el ganador de la Copa del Rey.
Los dos equipos mejor clasificados que no accedieron a la Liga de Campeones ni a la Copa de la UEFA pudieron participar en la Copa Intertoto de la UEFA, torneo clasificatorio para la Copa de la UEFA.
A partir de esta temporada, se suprime la promoción de ascenso y descenso. Los tres últimos equipos fueron relegados, directamente, a la Segunda División para la próxima temporada. De esta ascendieron, a su vez, los tres primeros clasificados, para reemplazar a los equipos descendidos.

## Clasificación
| Pos. | Equipo                  | Pts. | PJ | G  | E  | P  | GF | GC | Dif. | Clasificación 2000-01                        |
| ---- | ----------------------- | ---- | -- | -- | -- | -- | -- | -- | ---- | -------------------------------------------- |
| 1    | Deportivo La Coruña (C) | 69   | 38 | 21 | 6  | 11 | 66 | 44 | +22  | Fase de grupos de la Liga de Campeones       |
| 2    | Barcelona               | 64   | 38 | 19 | 7  | 12 | 70 | 46 | +24  | Fase de grupos de la Liga de Campeones       |
| 3    | Valencia                | 64   | 38 | 18 | 10 | 10 | 59 | 39 | +20  | Tercera ronda previa de la Liga de Campeones |
| 4    | Real Zaragoza           | 63   | 38 | 16 | 15 | 7  | 60 | 40 | +20  | Primera ronda de la Copa de la UEFA          |
| 5    | Real Madrid             | 62   | 38 | 16 | 14 | 8  | 58 | 48 | +10  | Fase de grupos de la Liga de Campeones       |
| 6    | Deportivo Alavés        | 61   | 38 | 17 | 10 | 11 | 41 | 37 | +4   | Primera ronda de la Copa de la UEFA          |
| 7    | Celta de Vigo           | 53   | 38 | 15 | 8  | 15 | 45 | 43 | +2   | Tercera ronda de la Copa Intertoto           |
| 8    | Real Valladolid         | 53   | 38 | 14 | 11 | 13 | 36 | 44 | −8   |                                              |
| 9    | Rayo Vallecano          | 52   | 38 | 15 | 7  | 16 | 51 | 53 | −2   | Ronda previa de la Copa de la UEFA           |
| 10   | Mallorca                | 51   | 38 | 14 | 9  | 15 | 52 | 45 | +7   | Tercera ronda de la Copa Intertoto           |
| 11   | Athletic Club           | 50   | 38 | 12 | 14 | 12 | 47 | 57 | −10  |                                              |
| 12   | Málaga                  | 48   | 38 | 11 | 15 | 12 | 55 | 50 | +5   |                                              |
| 13   | Real Sociedad           | 47   | 38 | 11 | 14 | 13 | 42 | 49 | −7   |                                              |
| 14   | Espanyol                | 47   | 38 | 12 | 11 | 15 | 51 | 48 | +3   | Primera ronda de la Copa de la UEFA          |
| 15   | Racing de Santander     | 46   | 38 | 10 | 16 | 12 | 52 | 50 | +2   |                                              |
| 16   | Real Oviedo             | 45   | 38 | 11 | 12 | 15 | 44 | 60 | −16  |                                              |
| 17   | Numancia                | 45   | 38 | 11 | 12 | 15 | 47 | 59 | −12  |                                              |
| 18   | Real Betis (D)          | 42   | 38 | 11 | 9  | 18 | 33 | 56 | −23  | Descenso de categoría                        |
| 19   | Atlético de Madrid (D)  | 38   | 38 | 9  | 11 | 18 | 48 | 64 | −16  | Descenso de categoría                        |
| 20   | Sevilla (D)             | 28   | 38 | 5  | 13 | 20 | 42 | 67 | −25  | Descenso de categoría                        |

 Fuente: BDFutbol
Notas:
1. 1 2  Real Madrid se clasificó para la fase de grupos de la Liga de Campeones de la UEFA 2000-01 por ser campeón de la Liga de Campeones de la UEFA 1999-00. Debido a esta situación, el Real Zaragoza perdió su lugar para la Liga de Campeones, debido a que la normativa de ese entonces, solo permitía a cuatro equipos españoles en la Liga de Campeones.
2. ↑  Rayo Vallecano se clasificó para la ronda previa de la Copa de la UEFA 2000-01, ya que España recibió un cupo extra a dicho torneo, por ser una de las tres federaciones con mayor ranking de Fair Play de la UEFA, por lo que el equipo obtuvo el cupo al ser el equipo con mayor ranking de Fair Play del torneo de liga.
3. ↑  Espanyol se clasificó para la primera ronda de la Copa de la UEFA 2000-01 por ser campeón de la Copa del Rey 1999-00.

|                             |
|                             |
| Campeón Deportivo La Coruña |
| 1.º título                  |

|  | Clasificado para la Fase de grupos de la Liga de Campeones de la UEFA 2000-01.                  |
|  | Clasificado para la Tercera ronda previa (play-off) de la Liga de Campeones de la UEFA 2000-01. |
|  | Clasificado para la Primera ronda de la Copa de la UEFA 2000-01.                                |
|  | Clasificado para la Tercera ronda de la Copa Intertoto de la UEFA 2000.                         |
|  | Descendido a la Segunda División                                                                |

Notas:

### Evolución de la clasificación
| Equipo / Jornada | 1  | 2  | 3  | 4  | 5  | 6  | 7  | 8  | 9  | 10 | 11 | 12 | 13 | 14 | 15 | 16 | 17 | 18 | 19 | 20 | 21 | 22 | 23 | 24 | 25 | 26 | 27 | 28 | 29 | 30 | 31 | 32 | 33 | 34 | 35 | 36 | 37 | 38 |
| Equipo / Jornada |    |    |    |    |    |    |    |    |    |    |    |    |    |    |    |    |    |    |    |    |    |    |    |    |    |    |    |    |    |    |    |    |    |    |    |    |    |    |
| ---------------- | -- | -- | -- | -- | -- | -- | -- | -- | -- | -- | -- | -- | -- | -- | -- | -- | -- | -- | -- | -- | -- | -- | -- | -- | -- | -- | -- | -- | -- | -- | -- | -- | -- | -- | -- | -- | -- | -- |
| Deportivo        | 1  | 5  | 3  | 4  | 7  | 6  | 4  | 3  | 5  | 4  | 3  | 1  | 1  | 1  | 1  | 1  | 1  | 1  | 1  | 1  | 1  | 1  | 1  | 1  | 1  | 1  | 1  | 1  | 1  | 1  | 1  | 1  | 1  | 1  | 1  | 1  | 1  | 1  |
| Barcelona        | 2  | 3  | 1  | 2  | 1  | 1  | 1  | 2  | 1  | 2  | 5  | 5  | 5  | 4  | 6  | 4  | 4  | 3  | 3  | 3  | 2  | 3  | 3  | 4  | 2  | 5  | 3  | 3  | 2  | 2  | 2  | 2  | 2  | 2  | 2  | 2  | 2  | 2  |
| Valencia         | 13 | 18 | 19 | 20 | 20 | 19 | 16 | 18 | 14 | 15 | 18 | 15 | 15 | 11 | 8  | 7  | 6  | 5  | 9  | 9  | 11 | 9  | 8  | 8  | 9  | 6  | 6  | 6  | 6  | 6  | 6  | 6  | 5  | 5  | 5  | 4  | 5  | 3  |
| Zaragoza         | 19 | 6  | 10 | 12 | 8  | 5  | 6  | 5  | 4  | 3  | 2  | 4  | 3  | 3  | 3  | 3  | 2  | 2  | 2  | 2  | 3  | 2  | 2  | 2  | 3  | 2  | 4  | 4  | 4  | 3  | 3  | 3  | 4  | 3  | 3  | 3  | 3  | 4  |
| R. Madrid        | 4  | 1  | 4  | 5  | 3  | 8  | 8  | 8  | 9  | 11 | 8  | 9  | 11 | 17 | 15 | 12 | 9  | 7  | 4  | 4  | 5  | 4  | 4  | 3  | 4  | 3  | 5  | 5  | 5  | 4  | 4  | 4  | 3  | 4  | 4  | 6  | 4  | 5  |
| Alavés           | 20 | 13 | 8  | 3  | 5  | 7  | 9  | 11 | 10 | 9  | 12 | 8  | 7  | 7  | 5  | 5  | 8  | 9  | 11 | 8  | 7  | 6  | 6  | 6  | 5  | 4  | 2  | 2  | 3  | 5  | 5  | 5  | 6  | 6  | 6  | 5  | 6  | 6  |
| Celta            | 14 | 10 | 7  | 10 | 4  | 3  | 3  | 4  | 3  | 5  | 4  | 2  | 2  | 2  | 2  | 2  | 3  | 4  | 7  | 5  | 4  | 5  | 5  | 5  | 6  | 7  | 7  | 7  | 7  | 7  | 7  | 7  | 9  | 12 | 8  | 8  | 7  | 7  |
| Valladolid       | 17 | 11 | 13 | 9  | 11 | 13 | 12 | 10 | 11 | 17 | 19 | 19 | 19 | 18 | 18 | 19 | 16 | 16 | 17 | 15 | 16 | 15 | 14 | 16 | 17 | 15 | 11 | 9  | 11 | 8  | 9  | 10 | 11 | 7  | 10 | 11 | 9  | 8  |
| Rayo             | 3  | 2  | 2  | 1  | 2  | 2  | 2  | 1  | 2  | 1  | 1  | 3  | 4  | 5  | 4  | 6  | 5  | 10 | 6  | 6  | 8  | 10 | 9  | 9  | 10 | 10 | 12 | 13 | 10 | 10 | 11 | 9  | 8  | 10 | 12 | 9  | 10 | 9  |
| Mallorca         | 12 | 19 | 12 | 16 | 14 | 15 | 15 | 19 | 15 | 16 | 10 | 7  | 6  | 6  | 7  | 10 | 7  | 6  | 10 | 12 | 9  | 11 | 10 | 11 | 7  | 9  | 8  | 8  | 9  | 12 | 14 | 12 | 10 | 11 | 7  | 7  | 8  | 10 |
| Athletic         | 7  | 12 | 11 | 13 | 16 | 17 | 11 | 9  | 12 | 12 | 13 | 11 | 9  | 8  | 9  | 11 | 10 | 8  | 5  | 7  | 6  | 7  | 7  | 7  | 8  | 8  | 9  | 11 | 12 | 13 | 10 | 13 | 14 | 13 | 13 | 13 | 13 | 11 |
| Málaga           | 6  | 9  | 5  | 8  | 10 | 9  | 10 | 14 | 20 | 18 | 16 | 13 | 12 | 16 | 17 | 16 | 14 | 15 | 12 | 10 | 12 | 12 | 12 | 14 | 13 | 13 | 10 | 10 | 8  | 11 | 12 | 11 | 12 | 9  | 9  | 10 | 11 | 12 |
| R.Sociedad       | 10 | 4  | 9  | 6  | 9  | 12 | 17 | 15 | 17 | 19 | 15 | 17 | 13 | 14 | 14 | 15 | 18 | 19 | 19 | 18 | 19 | 18 | 19 | 19 | 18 | 18 | 17 | 17 | 15 | 16 | 16 | 14 | 13 | 15 | 15 | 16 | 17 | 13 |
| Espanyol         | 15 | 7  | 14 | 11 | 6  | 4  | 5  | 7  | 7  | 8  | 9  | 14 | 16 | 12 | 12 | 13 | 13 | 14 | 13 | 17 | 13 | 14 | 15 | 17 | 16 | 14 | 16 | 12 | 13 | 9  | 8  | 8  | 7  | 8  | 11 | 12 | 12 | 14 |
| Racing           | 5  | 8  | 6  | 7  | 12 | 10 | 7  | 6  | 6  | 7  | 6  | 10 | 10 | 13 | 13 | 14 | 17 | 13 | 16 | 16 | 18 | 17 | 18 | 13 | 12 | 12 | 14 | 16 | 14 | 15 | 15 | 16 | 16 | 14 | 14 | 14 | 14 | 15 |
| Oviedo           | 8  | 15 | 15 | 18 | 15 | 16 | 19 | 16 | 13 | 13 | 17 | 18 | 18 | 19 | 19 | 18 | 19 | 18 | 18 | 19 | 17 | 19 | 16 | 18 | 19 | 19 | 19 | 19 | 18 | 18 | 18 | 18 | 17 | 17 | 17 | 17 | 16 | 16 |
| Numancia         | 9  | 14 | 16 | 15 | 13 | 11 | 13 | 13 | 18 | 14 | 14 | 12 | 14 | 10 | 10 | 8  | 11 | 11 | 8  | 11 | 10 | 8  | 11 | 10 | 11 | 11 | 13 | 14 | 16 | 14 | 13 | 15 | 15 | 16 | 16 | 15 | 15 | 17 |
| Betis            | 16 | 17 | 18 | 14 | 18 | 14 | 20 | 12 | 8  | 6  | 7  | 6  | 8  | 9  | 11 | 9  | 12 | 12 | 15 | 13 | 14 | 16 | 17 | 12 | 14 | 16 | 15 | 15 | 17 | 17 | 17 | 17 | 18 | 18 | 18 | 18 | 18 | 18 |
| Atlético         | 18 | 20 | 20 | 19 | 17 | 20 | 18 | 20 | 16 | 10 | 11 | 16 | 17 | 15 | 16 | 17 | 15 | 17 | 14 | 14 | 15 | 13 | 13 | 15 | 15 | 17 | 18 | 18 | 19 | 19 | 19 | 19 | 19 | 19 | 19 | 19 | 19 | 19 |
| Sevilla          | 11 | 16 | 17 | 17 | 19 | 18 | 14 | 17 | 19 | 20 | 20 | 20 | 20 | 20 | 20 | 20 | 20 | 20 | 20 | 20 | 20 | 20 | 20 | 20 | 20 | 20 | 20 | 20 | 20 | 20 | 20 | 20 | 20 | 20 | 20 | 20 | 20 | 20 |

## Resultados
| Local \ Visitante         | ALV | ATH | ATM | BAR | BET | CEL | DEP | ESP | MAL | MLL | NUM | OVI | RAC | RAY | RMA | RSO | SEV | VAL | VLD | ZAR |
| ------------------------- | --- | --- | --- | --- | --- | --- | --- | --- | --- | --- | --- | --- | --- | --- | --- | --- | --- | --- | --- | --- |
| Deportivo Alavés          | —   | 1–2 | 2–0 | 2–1 | 2–0 | 1–0 | 2–1 | 0–0 | 2–1 | 2–2 | 2–2 | 1–0 | 2–1 | 0–1 | 1–3 | 2–1 | 0–0 | 0–1 | 1–0 | 0–2 |
| Athletic Club             | 2–1 | —   | 4–2 | 0–4 | 1–0 | 1–0 | 2–3 | 2–1 | 2–2 | 1–1 | 2–1 | 1–1 | 2–2 | 1–2 | 2–2 | 1–1 | 1–1 | 1–0 | 1–0 | 2–2 |
| Atlético de Madrid        | 1–0 | 1–2 | —   | 0–3 | 0–0 | 1–2 | 1–3 | 1–1 | 2–2 | 1–0 | 2–2 | 5–0 | 2–0 | 0–2 | 1–1 | 1–1 | 1–1 | 1–2 | 3–1 | 2–2 |
| F. C. Barcelona           | 0–1 | 4–0 | 2–1 | —   | 4–1 | 2–2 | 2–1 | 3–0 | 1–2 | 0–3 | 4–0 | 3–2 | 1–0 | 0–2 | 2–2 | 3–1 | 2–0 | 3–0 | 4–0 | 2–0 |
| Real Betis                | 0–1 | 2–1 | 2–1 | 2–1 | —   | 0–0 | 0–0 | 2–5 | 0–0 | 1–0 | 1–2 | 1–0 | 2–2 | 1–1 | 0–2 | 1–0 | 1–1 | 1–0 | 0–1 | 2–0 |
| R. C. Celta de Vigo       | 1–1 | 1–1 | 0–1 | 0–2 | 5–1 | —   | 2–1 | 2–1 | 2–4 | 1–0 | 0–0 | 5–3 | 2–0 | 0–1 | 1–0 | 4–1 | 2–1 | 0–0 | 1–1 | 2–1 |
| R. C. Deportivo La Coruña | 4–1 | 2–0 | 4–1 | 2–1 | 2–0 | 1–0 | —   | 2–0 | 4–1 | 2–1 | 0–2 | 3–1 | 0–3 | 3–2 | 5–2 | 2–0 | 5–2 | 2–0 | 2–0 | 2–2 |
| R. C. D. Espanyol         | 2–3 | 0–0 | 3–1 | 1–1 | 3–0 | 3–0 | 0–0 | —   | 0–2 | 1–2 | 3–1 | 2–1 | 1–0 | 5–1 | 0–2 | 0–0 | 2–2 | 3–2 | 1–1 | 1–1 |
| Málaga C. F.              | 0–1 | 3–4 | 2–3 | 1–2 | 3–0 | 0–1 | 1–0 | 1–0 | —   | 0–0 | 3–1 | 4–0 | 0–0 | 2–0 | 1–1 | 0–0 | 3–0 | 1–1 | 0–0 | 0–0 |
| R. C. D. Mallorca         | 2–0 | 2–1 | 1–2 | 3–2 | 4–0 | 1–0 | 2–2 | 1–3 | 2–1 | —   | 3–0 | 1–1 | 1–2 | 2–1 | 1–2 | 2–1 | 3–1 | 1–0 | 0–0 | 1–1 |
| C. D. Numancia            | 0–0 | 1–1 | 3–0 | 3–3 | 1–2 | 3–1 | 1–0 | 2–0 | 1–1 | 3–1 | —   | 1–1 | 2–1 | 3–1 | 0–0 | 1–2 | 2–0 | 1–2 | 1–0 | 1–2 |
| Real Oviedo C. F.         | 1–0 | 1–0 | 2–2 | 3–0 | 1–1 | 1–0 | 0–1 | 1–0 | 2–2 | 0–0 | 1–0 | —   | 1–2 | 2–0 | 1–1 | 0–1 | 4–2 | 0–0 | 1–1 | 1–0 |
| Racing de Santander       | 0–0 | 2–2 | 2–1 | 1–2 | 1–1 | 3–0 | 0–0 | 2–2 | 2–3 | 1–1 | 1–1 | 3–1 | —   | 1–1 | 1–1 | 0–0 | 2–2 | 1–1 | 1–1 | 1–2 |
| A. D. Rayo Vallecano      | 0–1 | 1–2 | 1–1 | 1–1 | 1–3 | 1–0 | 2–0 | 2–1 | 4–1 | 2–1 | 0–0 | 1–2 | 1–2 | —   | 2–3 | 2–1 | 2–0 | 1–3 | 4–1 | 0–1 |
| Real Madrid C. F.         | 0–1 | 3–1 | 1–3 | 3–0 | 2–1 | 1–0 | 1–1 | 2–1 | 1–0 | 2–1 | 4–1 | 2–2 | 2–4 | 0–0 | —   | 1–1 | 3–1 | 2–3 | 0–1 | 1–5 |
| Real Sociedad             | 1–1 | 4–1 | 4–1 | 0–0 | 1–0 | 0–2 | 0–1 | 1–0 | 2–2 | 2–1 | 2–1 | 0–0 | 2–5 | 2–1 | 1–1 | —   | 1–1 | 0–0 | 3–0 | 2–1 |
| Sevilla F. C.             | 2–2 | 0–0 | 2–1 | 3–2 | 3–0 | 0–1 | 1–3 | 1–2 | 0–0 | 0–4 | 4–0 | 2–3 | 1–0 | 2–3 | 1–1 | 2–2 | —   | 1–2 | 0–1 | 0–0 |
| Valencia C. F.            | 0–2 | 2–0 | 2–0 | 3–1 | 3–1 | 1–1 | 2–0 | 1–2 | 2–2 | 1–0 | 4–0 | 6–2 | 1–2 | 3–1 | 1–1 | 4–0 | 2–0 | —   | 0–0 | 2–1 |
| Real Valladolid           | 1–1 | 1–0 | 1–0 | 0–2 | 0–3 | 1–3 | 4–1 | 1–0 | 4–2 | 2–1 | 2–0 | 2–1 | 1–0 | 1–2 | 0–1 | 2–1 | 2–1 | 0–0 | —   | 1–1 |
| Real Zaragoza             | 2–1 | 0–0 | 1–1 | 0–0 | 1–0 | 2–1 | 2–1 | 1–1 | 3–2 | 3–0 | 3–3 | 4–0 | 4–1 | 1–1 | 0–1 | 2–0 | 2–1 | 4–2 | 1–1 | —   |

## Máximos goleadores (Trofeo Pichichi)
Salva Ballesta, con 27 goles, se convirtió en el primer futbolista del Racing de Santander en obtener el Trofeo Pichichi.

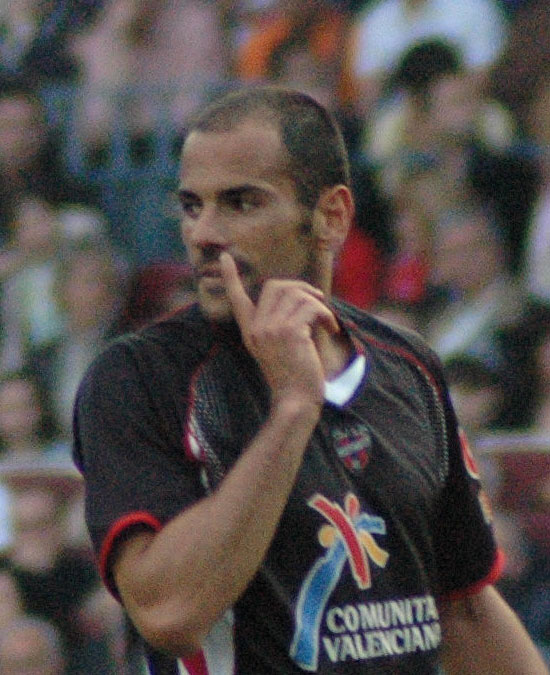
El racinguista Salva fue en una de las sorpresas de la temporada.

| Pos. | Jugador              | Equipo                 | Goles | Penal |
| ---- | -------------------- | ---------------------- | ----- | ----- |
| 1.º  | Salva Ballesta       | Racing de Santander    | 27    | 11    |
| 2.º  | Catanha              | Málaga                 | 24    | 3     |
| =    | Jimmy F. Hasselbaink | Atlético de Madrid     | 24    | 4     |
| 4.º  | Roy Makaay           | Deportivo de La Coruña | 22    | 0     |
| 5.º  | Savo Milošević       | Real Zaragoza          | 21    | 2     |
| 6.º  | Diego Tristán        | Mallorca               | 18    | 3     |
| 7.º  | Raúl González        | Real Madrid            | 17    | 2     |
| 8.º  | Patrick Kluivert     | Barcelona              | 15    | 2     |
| 9.º  | Víctor Fernández     | Real Valladolid        | 13    | 1     |
| =    | Gaizka Mendieta      | Valencia               | 13    | 6     |

## Otros premios

### Trofeo Zamora
La fortaleza del Deportivo Alavés, con Martín Herrera como portero menor goleado del campeonato, fue una de las claves para la clasificación europea del equipo. Para optar al Trofeo Zamora como portero menos goleado fue necesario disputar 60 minutos en, como mínimo, 28 partidos.
| Pos. | Jugador         | Equipo                 | Goles | Partidos | Prom. |
| ---- | --------------- | ---------------------- | ----- | -------- | ----- |
| 1.º  | Martín Herrera  | Deportivo Alavés       | 37    | 38       | 0,97  |
| 2.º  | Juanmi Inglés   | Real Zaragoza          | 38    | 37       | 1,02  |
| 3.º  | Jacques Songo'o | Deportivo de La Coruña | 40    | 36       | 1,11  |
| 4.º  | Alberto López   | Real Sociedad          | 42    | 36       | 1,17  |
| 5.º  | César Sánchez   | Real Valladolid        | 42    | 35       | 1,20  |
| 6.º  | Leo Franco      | Mallorca               | 36    | 28       | 1,29  |
| 7.º  | Pedro Contreras | Málaga                 | 48    | 37       | 1,30  |
| 8.º  | Toni Prats      | Real Betis             | 55    | 37       | 1,49  |
| 9.º  | Kasey Keller    | Rayo Vallecano         | 43    | 28       | 1,54  |
| 10.º | Esteban Suárez  | Real Oviedo            | 60    | 38       | 1,58  |

### Trofeo Guruceta
Antonio Jesús López Nieto logró el quinto y último Trofeo Guruceta de su carrera, siendo el colegiado más veces reconocido por Marca con este premio.
| Pos. | Árbitro (colegio)         | Puntos | Partidos | Cociente |
| ---- | ------------------------- | ------ | -------- | -------- |
| 1.º  | Antonio Jesús López Nieto | 20     | 14       | 1,43     |
| 2.º  | Manuel Díaz Vega          | 22     | 16       | 1,38     |
| 3.º  | José Javier Losantos Omar | 22     | 16       | 1,38     |

### Trofeo EFE
Martín Horacio Herrera ganó también este premio al mejor jugador iberoamericano.
| Pos. | Jugador         | Equipo             | Puntos |
| ---- | --------------- | ------------------ | ------ |
| 1.º  | Martín Herrera  | Deportivo Alavés   | 205    |
| 2.º  | Catanha         | Málaga             | 205    |
| 3.º  | Santiago Solari | Atlético de Madrid | 204    |

### Premio Juego Limpio
El Rayo Vallecano, como ganador del premio otorgado por la Real Federación Española de Fútbol al fair play, fue inscrito como representante español en el sorteo de una plaza adicional para la Copa de la UEFA 2001-02. El sorteo se realizó el 8 de junio de 2000 en Bruselas y el conjunto madrileño obtuvo una de las dos plazas en juego.
| Pos. | Club           | Puntos |
| ---- | -------------- | ------ |
| 1.º  | Rayo Vallecano | 102    |

## Árbitros
Un total de 24 colegiados arbitraron los partidos de la Primera División de España 1999-2000.
| Árbitro                           | Colegio             | PA | 1  | X | 2 | TA  | TR | TRD | Pen |
| --------------------------------- | ------------------- | -- | -- | - | - | --- | -- | --- | --- |
| Andradas Asurmendi, José Manuel   | Navarro             | 17 | 8  | 2 | 7 | 77  | 1  | 2   | 6   |
| Ansuátegui Roca, Juan             | Valenciano          | 17 | 8  | 5 | 4 | 82  | 6  | 2   | 1   |
| Brito Arceo, Juan Manuel          | Tinerfeño           | 11 | 6  | 3 | 2 | 60  | 2  | 3   | 5   |
| Bueno Grimal, José Ignacio        | Aragonés            | 16 | 7  | 5 | 4 | 105 | 3  | 2   | 4   |
| Carmona Méndez, Fernando          | Extremeño           | 13 | 6  | 1 | 6 | 79  | 5  | 1   | 7   |
| Daudén Ibáñez, Arturo             | Aragonés            | 19 | 9  | 8 | 2 | 109 | 5  | 5   | 7   |
| Díaz Vega, Manuel                 | Asturiano           | 17 | 8  | 3 | 6 | 75  | 1  | 2   | 3   |
| Esquinas Torres, Víctor José      | Madrileño           | 15 | 9  | 5 | 1 | 94  | 8  | 4   | 6   |
| Fernández Marín, Juan Antonio     | Valenciano          | 17 | 9  | 3 | 5 | 95  | 3  | 3   | 3   |
| García-Aranda Encinar, José María | Madrileño           | 14 | 7  | 6 | 1 | 44  | 0  | 2   | 7   |
| Iturralde González, Eduardo       | Vasco               | 16 | 6  | 6 | 4 | 92  | 3  | 5   | 8   |
| Japón Sevilla, José               | Andaluz             | 15 | 8  | 3 | 4 | 88  | 7  | 1   | 4   |
| Llonch Andreu, Antoni             | Catalán             | 18 | 8  | 5 | 5 | 125 | 11 | 3   | 5   |
| López Nieto, Antonio Jesús        | Andaluz             | 16 | 7  | 3 | 6 | 64  | 3  | 2   | 5   |
| Losantos Omar, José Javier        | Vasco               | 16 | 3  | 8 | 5 | 73  | 4  | 0   | 3   |
| Medina Cantalejo, Luis            | Andaluz             | 16 | 9  | 6 | 1 | 98  | 8  | 1   | 6   |
| Megía Dávila, Carlos              | Madrileño           | 17 | 9  | 4 | 4 | 114 | 11 | 6   | 6   |
| Mejuto González, Manuel Enrique   | Asturiano           | 17 | 8  | 5 | 4 | 101 | 4  | 4   | 3   |
| Pérez Burrull, Alfonso            | Cántabro            | 16 | 7  | 6 | 2 | 96  | 4  | 3   | 1   |
| Pérez Lasa, Miguel Ángel          | Vasco               | 13 | 9  | 3 | 1 | 77  | 2  | 3   | 2   |
| Prados García, José Luis          | Andaluz             | 16 | 5  | 7 | 4 | 107 | 5  | 6   | 7   |
| Puentes Leira, Evaristo           | Gallego             | 18 | 13 | 2 | 3 | 90  | 2  | 1   | 7   |
| Rodríguez Santiago, Julián        | Castellano y Leonés | 16 | 5  | 7 | 4 | 68  | 1  | 3   | 5   |
| Turienzo Álvarez, Javier          | Castellano y Leonés | 16 | 9  | 4 | 3 | 105 | 3  | 3   | 4   |

PA = Partidos arbirtados; 1 = Partidos con victorial local; X = Partidos con empate; 2 = Partidos con victoria visitante; TA = Tarjetas amarillas mostradas; TR = Tarjetas rojas mostradas; TRD = Tarjetas rojas directas mostradas; Pen = Penaltis señalados